# Paul Féau
Paul Féau est un homme politique français né le 7 juin 1852 à Orléans (Loiret) et mort à Tours (Indre-et-Loire) le 4 janvier 1902.

## Biographie
Avocat à Paris, il est député de Seine-et-Oise de 1881 à 1885, siégeant à gauche.

## Sources
- « Paul Féau », dans Adolphe Robert et Gaston Cougny, Dictionnaire des parlementaires français, Edgar Bourloton, 1889-1891 [détail de l’édition]